# 488
Cette page concerne l'année 488  du calendrier julien. Pour l'année 488 av. J.-C., voir 488 av. J.-C. Pour le nombre 488, voir 488 (nombre).
L'année 488 est une année bissextile qui commence un vendredi.

## Événements
- 22 juillet : début du règne de Kavadh Ier, fils de Péroz Ier, roi de Perse (488-531)[1]. Il a été élevé chez les Huns Hephtalites avec lesquels il a de bonnes relations. Il applique une partie du programme, jugé révolutionnaire, de la secte religieuse de Mazdak, le mazdakisme, et soulève l’opposition du peuple et des mobedhs (mages).
- Septembre : l'usurpateur chalcédonien Léontius et le patricien isaurien Illus sont exécutés sur ordre de Zénon à Séleucie d'Isaurie[2]. Le parti monophysite a gagné et Zénon est seul empereur d'Orient.
- Automne-Hiver : les Ostrogoths de Théodoric  quittent Noves en Mésie pour l'Italie par Sirmium. Ils battent en Illyrie les Gépides et Sarmates[3].

## Naissances en 488
- Sawyl Penuchel, roi de Bretagne insulaire.

## Décès en 488
- Hengist, roi de Kent.